# 斯洛博達-霍達齊卡
49°1′56″N 27°25′37″E / 49.03222°N 27.42694°E
斯洛博達-霍達齊卡（烏克蘭語：Слобода-Ходацька）是位於烏克蘭西南部文尼察州裏日梅林卡區的村莊，面積1.38平方公里，海拔高度297米，2001年人口310，人口密度每平方公里225.45人。